# ترافيس ميلز
ترافيس ميلز (بالإنجليزية: Travis Mills poronga)‏ هو موسيقي وكاتب أغاني وعارض ومغني أمريكي، ولد في 12 أبريل 1989 في ريفرسايد في الولايات المتحدة.

## وصلات خارجية
- الموقع الرسمي
- ترافيس ميلز على موقع IMDb (الإنجليزية)
- ترافيس ميلز على موقع ميوزك برينز (الإنجليزية)
- ترافيس ميلز على موقع ميوزك برينز (الإنجليزية)
- ترافيس ميلز على موقع أول ميوزيك (الإنجليزية)
- ترافيس ميلز على موقع ديسكوغز (الإنجليزية)